# Madridski sporazum (1880)
Madridski sporazum iz leta 1880 je bil sklop sporazumov med Marokom pod vladavino Hasana I. in številnimi evropskimi silami, ki so velesilam podelili lastništvo nad zaseženimi  maroškimi ozemlji, vire na teh ozemljih, pravice do poselitve na teh ozemljih in pravice do zaposlovanja domačinov. Sporazum je služil za ureditev statusa  teh osvojitev v mednarodni skupnosti.

## Povzetek
Sporazum je bil sestavljen iz 18 členov: 
Prej podpisane pogodbe/sporazumi z Britanijo, Španijo in Francijo so ostale v veljavi s spremembami, določenimi v tem sporazumu. Tuji uradniki, ki so prebivali v Maroku, so dobili dovoljenje za zaposlovanje Maročanov in so uživali 'zaščito', tj. svobodo pred obdavčitvijo. Enako je veljalo za njihove družine, njihove maroške uslužbence in vse uslužbence konzulata, ki so bili Maročani. 
Zaposleni, ki so delali kot kmetje, služabniki, tolmači ali opravljali druga pomožna dela, niso bili zaščiteni, tudi če niso bili Maročani. Vsi tuji državljani, ki so imeli v lasti obdelovalno zemljo ali so bili kmetje, so morali plačati kmetijski davek, vsi, ki so imeli v lasti in uporabljali tovorne živali ali nosilce tovora, pa so morali plačati "davek na prehod". Tuji državljani so bili v obeh primerih  oproščeni drugih davkov. 
Tuji uradniki niso mogli zaposliti vojakov, maroških uradnikov ali Maročanov, ki so bili v kazenskem postopku. Tuji državljani so lahko kupili ali pridobili zemljišče s predhodnim dovoljenjem maroške vlade, vendar je zemljišče ostalo pod maroško jurisdikcijo. Tuje vlade so lahko brez dovoljenja maroške vlade izbrale poljubnih 12 Maročanov, ki so jih zaščitili iz kakršnega koli razloga. Za vsakega naslednjega so morali zaprositi za dovoljenje vlade.

## Udeleženci
- Španija, ki jo je predstavljal predsednik Sveta ministrov Antonio Cánovas del Castillo.
- Maroko, ki ga je predstavljal minister za zunanje zadeve Sid Mohamed Vargas (محمد بارقش).
- Francija, ki jo je predstavljal francoski ambasador v Španiji, viceadmiral Benjamin Jaurès.
- Združeno kraljestvo, ki ga je predstavljal Lionel Sackville-West, 2. baron Sackvillea.
- Nemško cesarstvo, ki ga je predstavljal grof Eberhardt zu Solms-Sonnenwalde.
- Avstro-Ogrska, ki jo je predstavljal grof Emanuel Ludolf.
- Združene države Amerike, ki jih je predstavljal general Lucius Fairchild.
- Belgija, ki jo je predstavljal  Edward Anspach.
- Kraljevina Italija, ki jo je predstavljal grof Giuseppe Greppi.
- Kraljevina Nizozemska, ki jo je predstavljal residenčni minister Jonkheer Maurice Heldewierski.
- Kraljevina Portugalska, ki jo je predstavljal grof José Maria Caldeira.
- Švedsko-norveška zveza, ki jo je predstavljal residenčni minister Henry Åkerman.
- Kraljevina Danska, ki jo je predstavljalo Združeno kraljestvo.